# Леонид Шмуц
Леонид Шмуц (на украински: Леонід Шмуц; на руски: Леонид Шмуц) е съветски футболист. Почетен майстор на спорта на СССР (1967).
Известен от случая, когато в шампионата на СССР през 1971 г. в мач с Арарат Ереван той хвърля топката в собствената си врата. Тази история всъщност поставя краят на футболната му кариера.

## Кариера
Той дебютира с ЦСКА Москва през 1967 г. Година по-късно става резерва на основния армейски вратар Юрий Пшеничников. Способността на Шмуц е забелязана от треньора на съветския национален отбор Гавриил Качалин и той го взима на Световното първенство по футбол през 1970 г. На 17 април 1971 г. по време на мач за първенство между ЦСКА и Арарат, се случва следната комична ситуация: Шмуц започва да люлее с ръка топката, която възнамерява да хвърли на съотборник, но като вижда, че му се изпречва съперников играч, той се спира, поради което топката пада зад гърба му, а последвалият скок на Шмуц не успява да спаси ситуацията и си вкарва автогол. Това е единственият гол в мача. След това Шмуц е психологически разстроен и започва да играе по-малко уверен. Треньорите започват да се доверяват на Леонид по-малко, пускайки го в игра все по-рядко, а номер едно на вратата става Владимир Астаповский. Шмуц остава още няколко години резервен вратар, след което завършва кариерата си в СКА.

## Отличия

### Отборни
ЦСКА Москва
- Съветска Висша лига: 1970